# Porc senglar de Mindoro
El porc senglar de Mindoro (Sus oliveri) és una petita espècie de porc senglar de l'Àsia tropical. Només se'l pot trobar a l'illa de Mindoro, al centre de les Filipines. Segons Colin Groves, es tracta d'una espècie distinta de S. philippensis, diferenciada per trets del crani i de la pell.